# Mongolie aux Jeux olympiques d'hiver de 1988
La Mongolie participe aux Jeux olympiques d'hiver de 1988 à Calgary au Canada du 13 février au 28 février 1988. Il s'agit de sa 6e participation à des Jeux olympiques d'hiver. Elle était représentée par trois athlètes.